# Barwa

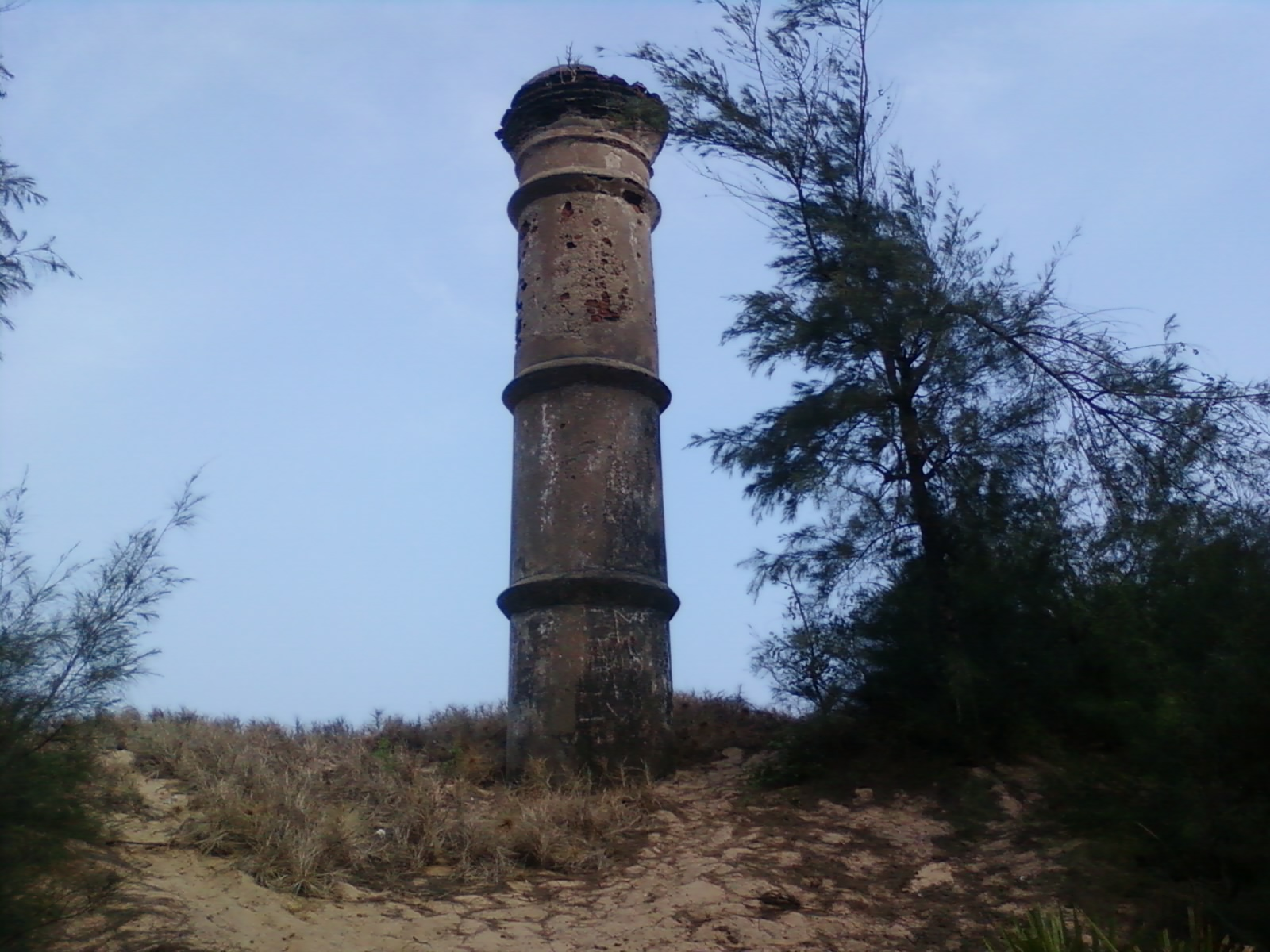
Barwa pilar

Barwa o Baruva fou un estat tributari protegit del districte de Ganjam a la presidència de Madras (avui districte de Srikakulam a Andhra Pradesh) amb una superfície de 25 km² i uns ingressos de 780 lliures.
La capital era Barwa o Baruva, un port a 18° 52′ 40″ N, 84° 37′ 35″ E / 18.87778°N,84.62639°E amb una població de 4.298 habitants el 1881 i 1.161 el 1901. Estava situada al tahsil de Sompeta; el lloc apareix marcat per dos obeliscs de 15 metres sobre el mar al nord-est del port el qual actualment està tancat (des de 1948) i serveix com a platja. Hi desaigua el riu Mahendra Tanaya.